# Patrick Crayton
Patrick Jamel Crayton (* 7. April 1979 in Waxahachie, Texas) ist ein ehemaliger US-amerikanischer American-Football-Spieler. Er spielte in der National Football League (NFL) als Wide Receiver für die Dallas Cowboys und San Diego Chargers.

## Spielerlaufbahn

### Collegekarriere
Patrick Crayton besuchte in DeSoto die High School. Er spielte dort auch American Football und kam dabei auf verschiedenen Spielerpositionen zum Einsatz. Bevor er sich der Northwestern Oklahoma State University anschloss, arbeitete er nach seinem Schulabschluss arbeitete er zunächst bei einer Autovermietung und im Callcenter einer Kreditkartenfirma. Auf dem College spielte er wie in der High School auf verschiedenen Positionen. Im ersten Jahr kam er als Quarterback zum Einsatz, die nächsten drei Studienjahre wurde er zum Wide Receiver ausgebildet. In allen Spieljahren wurde er in die Auswahlmannschaft seiner Collegeliga gewählt. Insgesamt erzielte er während seines Collegestudiums 46 Touchdowns. Crayton machte einen Collegeabschluss in Gesundheitserziehung.

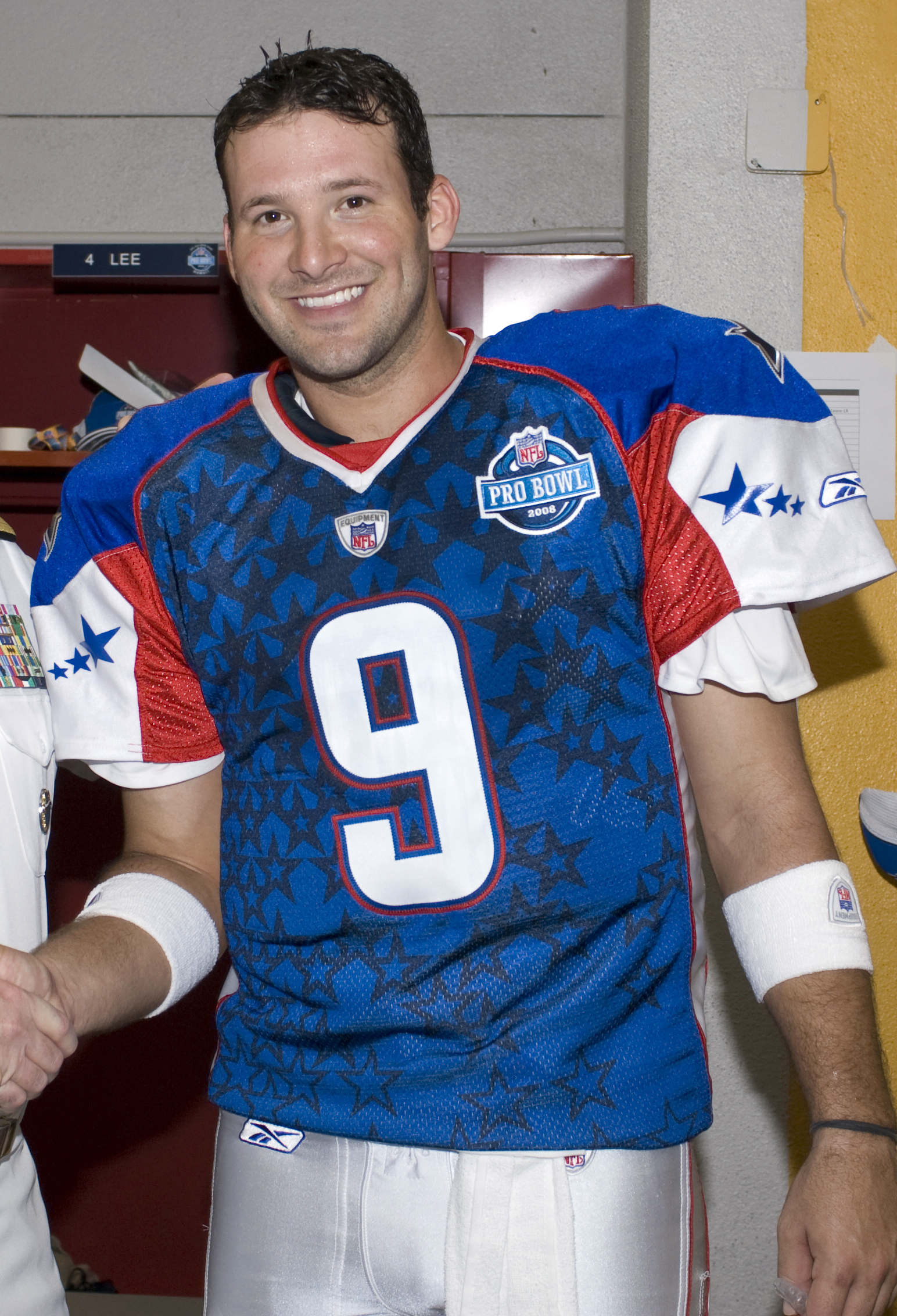
Tony Romo

### Profikarriere
Im Jahr 2004 wurde Crayton von den Dallas Cowboys in der siebten Runde an 216 Stelle gedraftet. Die späte Verpflichtung war zunächst kein Indiz dafür, dass er sich als Profispieler würde durchsetzen können. Hinzu kam, dass er sowohl in der Saison 2004, als auch in der Saison 2005 mehrere Verletzung erlitt, die seine Einsatzzeit einschränkten. Nachdem Tony Romo Drew Bledsoe von der Position eines Starting-Quarterbacks verdrängen konnte, erhielt Crayton vermehrt Einsatzzeit in der Offense der Cowboys und kam erstmals als Starter zum Einsatz. Im Jahr 2007 erhielt er vermehrt Einsatzzeit neben dem ersten Passempfänger der Cowboys Terrell Owens, nachdem er vor der Saison einen Vertrag über vier Spieljahre unterschrieben hatte, der ihm ein Gehalt von 14 Millionen US-Dollar zusicherte. 2007 war auch bislang sein statistisch bestes Jahr. Ihm gelangen 50 Passfänge mit einem Raumgewinn von 697 Yards und sieben Touchdowns. Crayton wird von seiner Mannschaft seit dem Beginn seiner Profilaufbahn auch als Punt-Returner eingesetzt. 2009 konnte er die ersten beiden Touchdowns als Returner erzielen.
In der Saison 2006 konnte Crayton mit seiner Mannschaft das erste Mal in die Play-offs einziehen, wo man allerdings früh an den Seattle Seahawks mit 21:20 scheiterte. Crayton konnte in dem Spiel drei Pässe fangen und erzielte damit einen Raumgewinn von 42 Yards und einen Touchdown. Im Jahr 2007 gelang den Cowboys erneut der Einzug in die Play-offs, nachdem sie 13 ihrer 16 Spiele gewinnen konnten. Die Cowboys mussten sich aber bereits in der ersten Runde der Play-offs dem späteren Super-Bowl-Sieger New York Giants mit 17:21 geschlagen geben. Crayton spielt seit Terrell Owens 2008 die Cowboys verlassen hat neben Roy Williams und Miles Austin in der Offense der Cowboys. 2009 gelang ihm mit seiner Mannschaft sein dritter Einzug in die Play-offs. Nach dieser Saison wechselte Crayton zu den San Diego Chargers. Er wurde nach der Saison 2011 entlassen.

## Abseits des Spielfelds
Crayton ist verheiratet und hat ein Kind. Er engagiert sich in zahlreichen Wohltätigkeitsorganisationen.